# Bandera de Mide

Bandera de Mide

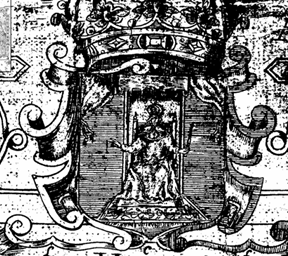
Escut de Mide, 1651

La bandera i escut del regne irlandès de Mide consisteix d'un monarca en majestat (assegut en un tron).
Les armes simbolitzen el fet que Tara, la seu del Gran rei d'Irlanda, era a Mide. Aquest simbolisme deriva de la iconografia més que no pas de l'heràldica clàssica; els segells reials medievals portaven una majestat a l'anvers i les armes de sobirania al revers. El ceptre aquí mostra tenir cinc nòduls ovalats, representa el poder, i la mà dreta estesa la justícia, totes dues eren prerrogatives reials.
L'antiga província de Meath, que és gairebé de la mateixa extensió que l'actual Diòcesi de Meath, es representa heràldicament per un personatge reial assegut en un tron. Aquest és un cas en què la iconografia fa deures d'heràldica clàssica. Els segells reials medievals sempre retrataven a l'anvers una majestat i al revers les armes del sobirà. El ceptre en la mà dreta estesa tipifica les prerrogatives reials de poder i justícia. És, per descomptat, pel que fa a Meath, on es troba Tara, indret simbòlic de la reialesa d'Irlanda, sol ser mostrat heràldicament per la representació d'un personatge de la reialesa, o majestat, assegut en un tron. Les armes de Meath aparentment van ser utilitzades en un moment com a escut d'Irlanda, és a dir, una majestat en un fons de sabre (negre), els escuts provincials que es mostren en un camp d'atzur (blau).
El Meath GAA, fa servir l'escut, però el consell del comtat de Meath n'ha adoptat un nou disseny.